# Batalla de Fort Ligonier
La batalla de Fort Logonier fue un enfrentamiento de la guerra franco-india que tuvo lugar el 12 de octubre de 1758.

## Historia
Después de que las fuerzas británicas fallasen en tomar Fort Duquesne, en la tarde del 12 de octubre de 1758, los artilleros británicos del Fuerte Ligonier (entonces conocido como el Puesto de Loyalhanna) disparaban proyectiles para  disuadir a un grupo de incursión de fuerzas francesas y nativas americanas de realizar más ataques, desde Fort Ligonier que aún se encontraba en construcción. Los ingleses en un principio perdieron posiciones hasta que la fuerza principal contraatacó y expulsó a la coalición franco-indígena tras dos horas de combate.